# Pseudinca admixtus
Pseudinca admixtus är en skalbaggsart som beskrevs av Hope 1842. Pseudinca admixtus ingår i släktet Pseudinca och familjen Cetoniidae. Inga underarter finns listade i Catalogue of Life.